# Parviphos
Parviphos là một chi ốc biển, là động vật thân mềm chân bụng sống ở biển trong họ Buccinidae.

## Các loài
Các loài trong chi Parviphos gồm có:
- Parviphos adelus (Schwengel, 1942)[2]
- Parviphos chalcedonius Watters, 2009[3]